# 杨吉甫
杨吉甫（1904年—1962年），中国诗人，教育家，文学评论家，革命家。

## 生平
1904年出生于四川万县白羊乡（现重庆万州白羊镇）人。曾于北京民国大学修预科，后升入英文系本科，李大钊、鲁迅等人均为杨的老师。1935年杨吉甫发表组诗〈短歌抄〉，其中一首：「今天的草堆是我点燃的。」是目前已知最早的一句话诗歌，为日后自由句的滥觞。

## 著作
散文《某中学》、《一支蜡烛的光》、小说《逃兵》、散文《蜂窝》、组诗《石子》。